# Árijská rasa

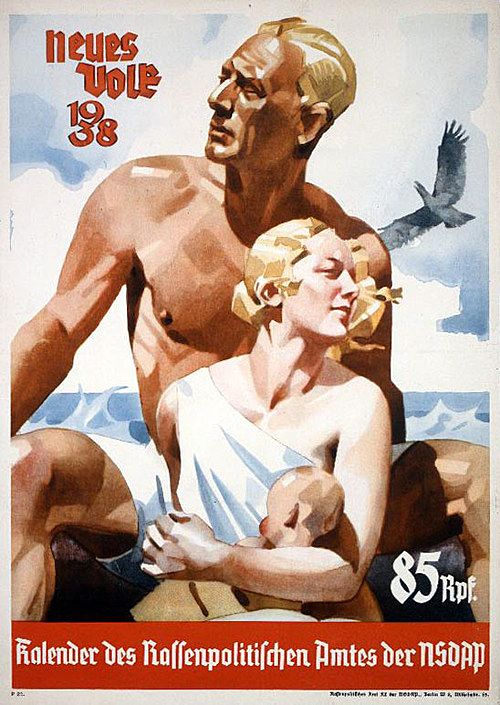
„Čistá, árijská, rodina“ na plakátu časopisu Neues Volk Ludwiga Hohlweina z roku 1938

Árijská rasa je v různých pseudovědeckých klasifikacích, objevujících se od 19. století, jedna z lidských ras, často ztotožňovanou s Indoevropany nebo s bílou rasou. Plavovlasí a modroocí Árijci jsou v těchto klasifikacích zpravidla chápání jako nadřazení a jako nositelé civilizace, ohrožování stykem a míšení s rasami nižšími. Největší pozornosti se této koncepci dostalo v nacistickém Německu, kde proti sobě byly postaveny pojmy árijský a židovský. 

## Árijské jazyky
Počátky používání pojmů Árijci a árijský v moderní Evropě úzce souvisí se zvýšeným povědomím o Indii a rozpoznáním příbuzenství mezi evropskými a indickými jazyky. Do té doby, pokud vůbec jednotlivé evropské národy spekulovaly o svém společném původu tak se obracely k biblickému etnologii a chápali se jako potomci Noemova syna Jefeta, jako Jefetité. V roce 1786 ale orientalista William Jones skrze svoji přednášku popularizoval hypotézu o příbuznosti mezi evropskými a indickými jazyky. Tato skupina jazyků se nejčastěji označuje jako indoevropské, ale existuje mnoho alternativních termínů, z nichž jedním jsou právě árijské jazyky.
Samotné slovo Árijec odkazuje na několik indoíránských výrazů: sanskrtské Árja, staroperské Arija a avestánské Airja. Tato a podobná slova užívali a někdy stále užívají různé indoíránské národy mimo jiné jako své etnické sebeoznačení. V moderních evropských jazycích se jeden z těchto výrazů objevil o něco dříve, než proběhla Jonesova přednáška, poprvé ho pravděpodobně použil orientalista Abraham-Hyacinthe Anquetil-Duperron ve svém překladu Avesty z roku 1771. V tom správně odhalil, že starořecké etnonymum Ἄριοι Árioi, použité Hérodotem a Diodorem Sicilským pro Médy, má souvislost s avestánským Airjánem vaédžah „prostor Áirjů“ a samotným jménem Írán. V angličtině se slovo árja poprvé nejspíše objevilo v Jonesově překladu Manuova zákoníku z 1794, kde je užito zhruba ve významu „vznešený, urozený, příslušník vyšší kasty“ Ve francouzštině výraz árijský dále popularizoval Adolphe Pictet, v angličtině Max Müller, v němčině pak Friedrich Schlegel a Christian Lassen. Výrazu byla často dávána přednost kvůli mylnému předpokladu, že pojem Árijci byl v minulosti sebeoznačením i různých evropských národů, a je tak vhodnější než geografický a vágní pojem Indoevropané.
S ohledem na význam, který evropští učenci pojmu dávali se také pokoušeli najít jeho etymologický původ a protějšky indoíránských výrazů v evropských jazycích. Friedrich Schlegel se například domníval, že je příbuzný s německým Ehre „čest, důstojnost“, jiní je spojili s irským aire „svobodný člověk, šlechtic“ a se samotným výrazem Éiru „Irsko“.

## Árijská rasa
Pojem Árijci označující původně v zásadě lingvistickou skupinu začal mít od 50. let 19. století stále častěji význam zvláštní biologické rasy. Árijci jsou v pracích autorů, jako byli Joseph Arthur de Gobineau, Max Müller, Christian Lassen, Adolphe Pictet, Houston Stewart Chamberlain, Paul Broca, Karl Penka a Hans F. K. Günther popisováni jako plavovlasí, modroocí, s úzkými rovnými nosy, rovným profilem a dlouhou lebkou. Jedním z impulzů pro rozvoj rasismu bylo vydání O původu druhů Charlese Darwina v roce 1859, které postupně vedlo k širokému přijetí evoluční teorie. Koncept přirozeného výběru, potažmo „přežití silnějšího“, byl aplikován i jednotlivé lidské populace a se „silnějším“ byla identifikována právě „árijská rasa“, v které se snoubí biologická, jazyková i duchovní nadřazenost. Sám Darwin ovšem svoji teorii nikdy na vágně definované entity jako jsou „rasy“ nikdy neaplikoval.
Podle Josepha Arthura de Gobineau, zvaného „otec rasismu“, byla árijská rasa zodpovědná za vznik všech světových civilizací a náleželi k ní Indoárjové, Íránci, Řekové, Slované, Keltové a Germáni. Taktéž Houston Stewart Chamberlain označil árijskou rasu za nadřazenou všem ostatním. V roce 1916 zase americký právník Madison Grant ve své knize The Passing of the Great Race: Or, The Racial Basis of European History chápal jako árijské Američany britského, skotského, irského a německého původu, ohrožené míšení s českou, polskou, italskou a židovskou krví. Dalším jménem úzce s termínem árijská rasa je indolog Max Müller, pro kterého ale byla „rasa“ kategorií založenou na sdíleném jazyce, kultuře a náboženství, nikoliv na fyzických charakteristikách. Rasu Árijců rozděloval na dvě skupiny, jednu evropskou, která se vyznačovalo tíhnutím k experimentu, výbojům, a druhou indickou, která byla introvertní, upřímná a hloubavá.
Důležitou složkou árijského konceptu byl také model „árijské invaze“, která měla proběhnout, když Indoárjové někdy během 2. tisíciletí př. n. l. dobyli Indii a zatlačili na jih původní drávidské obyvatelstvo. Indolog Christian Lassen v polovině 19. století na základě tohoto modelu rozdělil dobové indické obyvatelstvo na árijskou a drávidskou rasu a kastovní systém vyložil jako nástroj, jehož účelem je zamezení jejich mísení. Tmavá kůže Indů, „degenerovaný“ hinduismus a další prvky které nezapadaly do obrazu ideální árijské Indie, byly v duchu této hypotézy vysvětleny jako výsledek nedokonalého zabránění rasového mísení.
Idea árijské rasy pronikla také do dobového esoterismu. Helena P. Blavatská a její Teosofická společnost označili Árijce za pátou z takzvaných „kořenových ras“ (root races). Smíšení teosofie s Völkisch ideologií dalo následně vzniknout ariosofii.

### Nacistické Německo
V nacistické ideologii se objevoval koncept árijské rasy už od jejích počátků ve 20. letech 20. století v souvislosti s ideami, jako byla die Herrenrasse „panská rasa“ nebo der Übermensch „nadčlověk“. Do kontrastu s Árijci byli dáváni především Židé, ale i obecně další „Semité“, „černí“,  „žlutí“ nebo například Romové. Kdo naopak ale mezi Árijce patří, nebylo zcela jasné, řadili se k nim především Němci a Skandinávci, ale árijští měli být i Slované, ač se mnohým slovanským populacím dostalo brutální perzekuce.
Termín árijský (arischer) se objevil  ve významném zákoně o obnovení úřednického stavu z roku 1933, který zakazoval „ne-Árijcům“ působit ve státní službě, dalším příkladem užití je pojem arizace (Arisierung), který označoval vyvlastnění majetku židovských osob. Například norimberské zákony z roku 1935 ale o Árijcích nemluví a namísto toho používají výrazu „německé či příbuzné krve“. Následně se přestalo termínu Árijci a árijský v oficiálním styku používat, ale dále se široce používal neoficiálně.

### Poválečné užití pojmu
Po 2. světové válce byly termíny Árijci a árijský diskreditovány a v zásadě vyšly z užívání. V lingvistickém smyslu se obecně prosadil výraz indoevropský, mluví se tak pouze v užším smyslu o indoárijských jazycích, tedy jazycích používaných v Indii. Pojem Árijci či Árjové je také někdy stále používán v historickém kontextu jako synonymum pro pojem Indoíránci. Kromě toho se objevuje v prostředí bílého supremacismu a neonacismu, kde je často chápáno ve smyslu „nežidovský běloch“. Ve Spojených státech se jedná především o skupiny  známé jako Aryan Circle, Aryan Nations a Aryan Brotherhood. V Rusku a některých dalších slovanských zemích se v některých ultranacionalistických, esoterických a novopohanských kruzích pojmu Árijci používá jako synonymum pro Slovany, typicky mezi příznivci rodnověrských směrů, jako je Staroruská ingliistická církev apod. Za „árijskou pravlast“ je označován například Arkaim, osídlení z doby bronzové na hranicích Ruska a Kazachstánu.